# دهن فلیزک
دهن فلیزک یک منطقه مسکونی و مرکز ولسوالی شهرک در ولایت غور کشور افغانستان است. این شهر در مختصات ۳۴°۰۶′۰۰″شمالی ۶۴°۱۶′۰۰″شرقی / ۳۴٫۱۰۰۰°شمالی ۶۴٫۲۶۶۷°شرقی و در ارتفاع ۲۳۸۵ متری از سطح دریا قرار دارد.